# Andrzej Supron
Andrzej Supron (Varsavia, 22 ottobre 1952) è un ex lottatore polacco, specializzato nella lotta greco-romana.

## Palmarès

### Olimpiadi
- 1 medaglia:
  - 1 argento (Mosca 1980 nei pesi leggeri)

### Mondiali
- 6 medaglie:
  - 1 oro (San Diego 1979 nei pesi leggeri)
  - 4 argenti (Minsk 1975 nei pesi leggeri; Città del Messico 1978 nei pesi leggeri; Katowice 1982 nei pesi welter; Kiev 1983 nei pesi welter)
  - 1 bronzo (Katowice 1974 nei pesi leggeri)

### Europei
- 7 medaglie:
  - 2 ori (Ludwigshafen 1975 nei pesi leggeri; Varna 1982 nei pesi welter)
  - 2 argenti (Madrid 1974 nei pesi leggeri; Budapest 1983 nei pesi welter)
  - 3 bronzi (Katowice 1972 nei pesi leggeri; Bucarest 1979 nei pesi leggeri; Göteborg 1981 nei pesi welter)